# Бакалов Михайло Ілліч
Михайло Ілліч Бакалов (8 травня 1920 — травень 1944) — Герой Радянського Союзу (19.03.1944), учасник Німецько-радянської війни, навідник міномету батареї 309-го гвардійського стрілецького полку 109-ї гвардійської стрілецької дивізії 44-ї армії Південного фронту, гвардії сержант.

## Життєпис
Народився 8 травня 1920 року в селі Троковичі (нині Черняхівський район Житомирської області, Україна). Член ВКП (б) з 1943 року. Закінчивши неповну середню школу, працював продавцем.
У Червоній армії з 1941 року. На фронті Радянсько-німецької війни з 1942 року. Був навідником міномета батареї 309-го гвардійського стрілецького полку 109-ї гвардійської стрілецької дивізії, яка в складі 44-ї Армії на Південному фронті у вересні 1943 року вела важкі бої з німецькими загарбниками на північ від міста Мелітополя.
26 вересня 1943 року в одному з боїв, коли особовий склад батареї загинув, гвардії сержант М. І. Бакалов один продовжував вести вогонь із мінометів по противнику, допоки були міни. Пораненого Бакалова М. І. гітлерівці захопили в полон, піддали звірячим тортурам. Відважний мінометник не видав ворогам військової таємниці. У результаті атаки підрозділів полку М. І. Бакалов був звільнений.
За проявлені мужність і героїзм в бою Указом Президії Верховної Ради СРСР від 19 березня 1944 року М. І. Бакалову присвоєно звання Героя Радянського Союзу.
У картотеці Героїв Радянського Союзу числиться як зниклий безвісти в травні 1944 року. Більш ймовірно, що Михайло Ілліч помер від ран 15 жовтня 1943 року в евакогоспіталі № 2343, що розміщувався в той час в Сталіно (нині Донецьк), і був похований на міському кладовищі.

## Нагороди
- Медаль «Золота Зірка» Героя Радянського Союзу
- Орден Леніна

## Пам'ять
- Похований в місті Мелітополі в братській могилі.
- Ім'я Героя носять вулиця і школа в рідному селі.